# Ottavio Compagnoni
Ottavio Compagnoni (Santa Caterina Valfurva, 11 settembre 1926 – Moena, 29 settembre 2021) è stato un fondista italiano.

## Biografia
Nato nel 1926 a Santa Caterina Valfurva, in provincia di Sondrio, è fratello di altri due fondisti: Aristide e Severino, partecipante alle Olimpiadi di Sankt Moritz 1948, di Oslo 1952. Suo nipote Giovanni Ticcò è a sua volta fondista di alto livello, attivo in Coppa del Mondo e partecipante ai mondiali di Trondheim nel 2025.
All'età di 25 anni ha partecipato ai Giochi olimpici di Oslo 1952, nella 18 km, chiudendo 36º con il tempo di 1h10'50".
Quattro anni dopo ha preso parte di nuovo alle Olimpiadi, quelle di Cortina d'Ampezzo 1956, venendo squalificato nella 30 km e terminando 11º con il tempo di 51"42 nella 15 km e 5º in 2h23'28" nella staffetta insieme a Innocenzo Chatrian, Federico De Florian e Pompeo Fattor.
A 33 anni ha partecipato ai suoi terzi Giochi, Squaw Valley 1960, nella 30 km, arrivando 17º con il tempo di 1h58'55"0.
Nel 1954 e 1958 ha preso parte ai Mondiali, arrivando 5º nella staffetta sia a Falun 1954 sia a Lahti 1958.
Ai campionati italiani ha vinto 7 medaglie: 1 argento nella 30 km nel 1959, 1 oro nella 50 km nel 1950 e 4 argenti (1953, 1955, 1956 e 1958) e 1 bronzo (1957) nella 15 km.
Era nonno di Giovanni Ticcò, a sua volta fondista.